# ユーロビジョン・ソング・コンテスト
ユーロビジョン・ソング・コンテスト（英語: Eurovision Song Contest〈ESC〉、フランス語: Concours Eurovision de la Chanson〈CEC〉）は、欧州放送連合（EBU）加盟放送局によって開催される、毎年恒例の音楽コンテストである。

## 概要
ユーロビジョン・ソング・コンテストでは、各国代表のアーティストはそれぞれ生放送で自らの楽曲を披露し、引き続いてそれぞれの参加国が他国に投票して大会の優勝者を決定する。各国代表の参加者は、欧州放送連合に加盟する全国網の放送局を通じて大会に参加しており、放送局は自国代表のアーティストと楽曲を決定し、また自国の視聴者に大会を生中継する。大会は1956年の第1回大会以降、毎年開催されており、世界的に見ても長寿のテレビ番組のひとつであり、その視聴者の数も1億人から6億人程度と見積もられている。2015年、「最長寿年度テレビ音楽コンペティション（国際）」としてギネス世界記録に認定される。
オーストラリア、カナダ、中華人民共和国、エジプト、インド、日本、ヨルダン、メキシコ、ニュージーランド、フィリピン、大韓民国、台湾、タイ王国、ベトナム、ウルグアイなど、大会に参加していないヨーロッパ域外の国々でも放送されたことがあり、2000年以降は公式サイトよりインターネットでも中継されている。ただし、EBU放送圏外での知名度が低く、ヨーロッパとの文化の類似性が強い北米でも知らない人が多い。この大会をテーマとする米国映画『ユーロビジョン歌合戦 〜ファイア・サーガ物語〜』の監督、デヴィッド・ドブキンも脚本を読むまでに、大会の名前すら聞いたことがないと言った。一方、オーストラリアはSBSがユーロビジョン・ソング・コンテストを30年間放送し続けた実績があるため、2015年に初のEBU放送圏外の参加国となった。
冷戦時代の1977年、共産主義国の放送局を中心とするインターヴィジョンがユーロビジョン・ソング・コンテストにならい、ポーランドの音楽コンテスト・ソポト国際音楽祭に基づいてインターヴィジョン・ソング・コンテストを開催したが（「第1回インターヴィジョン・ソング・コンテスト」は「第17回ソポト国際音楽祭」）、4回で終了した。

## 始まり
1950年代、第二次世界大戦後の復興が進んでいたヨーロッパで、スイスに本部を置く欧州放送連合は、加盟国が一体となっての「明るいエンターテイメント番組」を模索するべく臨時委員会を立ち上げた。1955年1月にモナコで開催された委員会では、スイス・テレビジョン（Schweizer Fernsehen）会長のマルセル・ブザンソン（Marcel Bezençon）によって、加盟放送局によって全参加国に生中継されるテレビ番組による、国際的な歌唱コンテストを開催する案を取り上げた。大会は、イタリアで行われていたサンレモ音楽祭を原型としている。この案はまた、大規模な生放送の技術的な試験でもあった。当時、多くの国々が共同して広域的・国際的な通信網を築くことは、挑戦的な計画であった。当時衛星放送は存在せず、ユーロビジョン・ネットワークと呼ばれる地上でのマイクロ波中継があるのみであった。「ユーロビジョン・グランプリ」の案は、1955年10月19日にローマで開かれた欧州放送連合の総会で採択され、初の大会が1956年春にスイスのルガーノで開催されることが決まった。「ユーロビジョン」の呼称は、1951年にロンドン・イブニング・スタンダード（London Evening Standard）でイギリスのジャーナリスト、ジョージ・キャンピー（George Campey）によって初めて使われた。
初のコンテストは1956年5月24日にスイスのルガーノで開催された。7箇国がそれぞれ2つの楽曲をエントリーし、合計14曲によって競われた。この大会はユーロビジョンの歴史上で唯一、各国が複数の曲をエントリーした大会となった。翌年以降の大会では、1国につき1曲とされた。1956年大会で優勝したのは、開催国のスイスであった。
番組ははじめ「ユーロビジョン・グランプリ」（Eurovision Grand Prix）と呼ばれていた。「グランプリ」という呼称はフランス語圏の国々によって採用され、フランス語でははじめ「ル・グランプリ・ユーロヴィジオン・ド・ラ・シャンソン・ユーロペンヌ」（Le Grand-Prix Eurovision de la Chanson Européenne）と呼ばれていた。その後「グランプリ」の呼称が「コンテスト」に置き換わると、フランス語圏ではこれに対応して「グランプリ」から「コンクール」（Concours）に改められた。ユーロビジョン・ネットワークは、欧州放送連合によって企画された特別なイベントのほかにも、多くのニュースやスポーツ番組を国際配信している。しかし、多くの一般大衆にとって、単に「ユーロビジョン」といえば、ユーロビジョン・ソング・コンテストを想起する。

## 形式
大会の形式は長年にわたって変更を重ねてきているが、基本的な構成は次の通りである: まず各国が参加する楽曲を決め、その曲が生で披露され、欧州放送連合によってその様子が全ての参加国に同時中継される。参加する国はその国にあるEBU加盟放送局によって代表され、多くの場合はその国の公共放送である。大会はいずれかの参加国が主催し、会場から主催国の放送局までが中継で結ばれる。大会では、すべての参加国が楽曲を披露した後、各国の放送局は自国以外の参加曲に対する投票を実施する。自国への投票は認められていない。最後に、最多得点を得たものが優勝者として選ばれる。優勝者にはとくに何かが与えられるわけではないが、一般的にその作詞者にはトロフィーが贈られ、また優勝国は次回大会の主催権が与えられる。
司会者の数は特に定まっておらず、1人あるいはそれ以上の司会者によって大会が進行される。主催国は多くの場合、国内外から訪れる多くの観客の受け入れや、そのための施設が整っている首都に会場を置くことが多いが、首都以外で開かれることもある。楽曲の披露と投票までの間には、幕間の見世物が披露される。その内容は毎回さまざまにことなっている。幕間に登場したものとしては、1974年大会のThe Womblesや、1994年大会のリバーダンスの初の国際的な催しへの登場などがある。
大会の放送の前と後に放送されるテーマソングは、マルカントワーヌ・シャルパンティエの「テ・デウム」のプレリュードである。
大会の決勝は通常、春季のいずれかの土曜日、中央ヨーロッパ夏時間（CEST、UTC+2）の21時から行われる。5月の土曜日が選ばれることが多いが、1956年大会は木曜日であり、また最も早い場合3月に行われることもある。2004年以降、参加を希望する国の数が増えたことに対応し、準決勝が導入され、決勝が行われる土曜日と同じ週の、平日のいずれかに行われている。

## 参加国

ヨーロッパ放送地区

大会に参加できるのは、欧州放送連合（EBU）の正加盟局である。EBUの正加盟局となるのは、ヨーロッパ放送地区（EBA）の域内にあるか、欧州評議会の加盟国にある放送局とされている。
ヨーロッパ放送地区は国際電気通信連合によって次のように規定されている。
欧州放送連合の正規加盟放送局は、それぞれ自国において、放送受信装置を持つ世帯の98%以上が受信可能でなければならない。欧州放送連合の正規加盟放送局が大会への参加を希望する場合、コンテストによる参加規定を満たさなければならない（年ごとにルールが定められる）。2009年の時点では、前年の大会を放送していること、規定の締切日までに欧州放送連合に大会参加費を支払うことが条件とされている。
大会呼称に「ユーロ」とあるが、地理的にヨーロッパにあることは大会参加の要件ではなく、また欧州連合とも関係はない。このため、地理的にヨーロッパにない国も実際に大会に参加しており、西アジアのイスラエル、キプロス、アルメニアがそれぞれ1973年大会、1981年大会、2004年大会から、遠く離れたオセアニアのオーストラリアが2015年大会から、北アフリカのモロッコが1980年大会に参加している。加えて、1975年大会から参加のトルコ、1994年大会から参加のロシア、2007年大会から参加のジョージア、2008年大会から参加のアゼルバイジャンといった、複数の大州にまたがった国も大会に参加している。
以下に、過去に1回以上、大会に参加した国の一覧を示す:

1956年以降の参加状況:
1回以上の参加歴あり
参加資格を持つが、参加歴なし
参加を試みたが参加歴なし

| 初出場年 | 国                                                                                   |
| -------- | ------------------------------------------------------------------------------------ |
| 1956     | ベルギー、 フランス、 ドイツa、 イタリア、 ルクセンブルク、 オランダ、 スイス        |
| 1957     | オーストリア、 デンマーク、 イギリス                                                 |
| 1958     | スウェーデン                                                                         |
| 1959     | モナコ                                                                               |
| 1960     | ノルウェー                                                                           |
| 1961     | フィンランド、 スペインb、 ユーゴスラビアc                                           |
| 1964     | ポルトガル                                                                           |
| 1965     | アイルランド                                                                         |
| 1971     | マルタ                                                                               |
| 1973     | イスラエル                                                                           |
| 1974     | ギリシャd                                                                            |
| 1975     | トルコ                                                                               |
| 1980     | モロッコ                                                                             |
| 1981     | キプロス                                                                             |
| 1986     | アイスランド                                                                         |
| 1993     | ボスニア・ヘルツェゴビナ、 クロアチア、 スロベニア                                   |
| 1994     | エストニア、 ハンガリー、 リトアニア、 ポーランド、 ルーマニア、 ロシア、 スロバキア |
| 1998     | 北マケドニア                                                                         |
| 2000     | ラトビア                                                                             |
| 2003     | ウクライナ                                                                           |
| 2004     | アルバニア、 アンドラ、 ベラルーシ、 セルビア・モンテネグロ                          |
| 2005     | ブルガリア、 モルドバ                                                                |
| 2006     | アルメニア                                                                           |
| 2007     | チェコ、 ジョージア、 モンテネグロ、 セルビア                                        |
| 2008     | アゼルバイジャン、 サンマリノ                                                        |
| 2015     | オーストラリア                                                                       |

a）1990年のドイツ再統一前は、ドイツ連邦共和国代表は「西ドイツ」の名前が使われることがあった。ドイツ民主共和国（東ドイツ）は、大会に参加したことはない。
b）「スペイン王国」は、1975年までスペイン国であった。
c）「ユーゴスラビア」は、1991年までユーゴスラビア社会主義連邦共和国を代表しており、1992年のみユーゴスラビア連邦共和国の代表であった。
d）「ギリシャ共和国」は、1974年のみギリシャ王国であった。

## 各国の国内選考
参加国はそれぞれ毎年、自国代表として1曲を選び、大会に参加する。この例外となったのは1956年の初回大会であり、各国はそれぞれ2曲を大会に参加させた。大会前の規定の日時より前に公開された楽曲は、代表曲として大会に参加させることはできない。
国によっては、複数の楽曲が競い合う国内大会を公開で開催し、その中から自国代表を選出することもある。スウェーデンの国内選考であるメロディーフェスティバーレン（Melodifestivalen）は、ストックホルムで行われる決勝に先立って、大勢の観客が集まる会場で、32の楽曲が4回の準決勝に分けて披露される。これは、スウェーデンで最も視聴率の高い番組となっている。スペインでは、リアリティ番組「オペラション・トリウンフォ」（ Operación Triunfo）が2002年から始まり、その最初の3シーズンの優勝者がスペイン代表としてユーロビジョンに参加する。
代表曲の選出方法に関わらず、大会規定の締切日までに曲を選定し、欧州放送連合に必要事項を提出しなければならない。

## 開催地
原則としては前年の優勝国で開催されるが、ごくわずかに例外がある。また、2015年以降、オーストラリアも参加国となっているが、オーストラリアが優勝する場合、翌年の開催地はヨーロッパのいずれかの国が選ばれると決められている。
大会に要する費用の多くは、スポンサーからの出資と、参加国からの参加費用でまかなわれている。コンテストの主催は、主催国の観光宣伝の絶好の機会となる。ウクライナが大会を主催した翌年・2005年の夏、同国は欧州連合からの入国者に関して査証を免除とした。

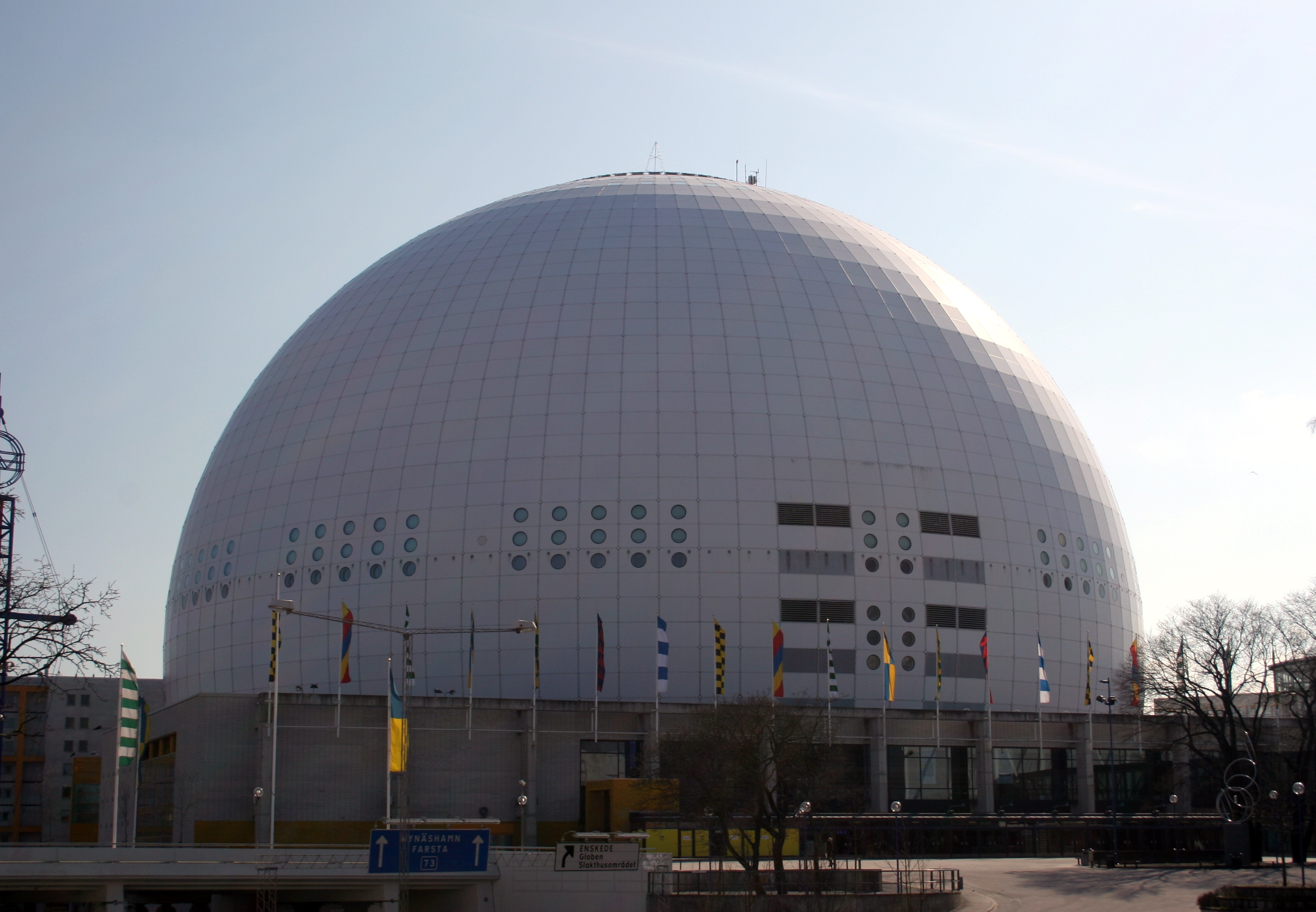
ストックホルム・グローブ・アリーナ、2000年大会と2016年大会の会場

大会が終わった直後から、次の大会の開催の準備が開始される。受け入れ能力や施設の関係から、多くの場合、主催国の首都で開催されることが多い。過去最大の会場となったのは、デンマークで開催された2001年大会であり、この時はコペンハーゲンのサッカー競技場パルケン・スタディオンが使用され、およそ3万8千人の観客が集まった。これまでで最も小さい開催都市は、アイルランド主催の1993年大会でのことであり、開催地となったコーク県ミルストリートは人口1500人程度の村であったが、会場のグリーン・グレンズ・アリーナ（Green Glens Arena）は8千人の観客を収容可能である。
周辺にホテルや報道設備があることは、開催地を決める上で必ず考慮される。2005年のキエフでは、宿泊施設の不足が深刻であり、大会主催者はウクライナ政府に対して、大会関係者やパッケージツアー以外の宿泊予約を差し止めるよう求め、多くの個人宿泊客が予約をキャンセルされた。

### 一覧
| 回 | 年   | 開催日（決勝）                           | 開催国                                   | 開催都市                                 | 会場                                           |
| -- | ---- | ---------------------------------------- | ---------------------------------------- | ---------------------------------------- | ---------------------------------------------- |
| 1  | 1956 | 5月24日                                  | スイス                                   | ルガーノ                                 | テアトロ・クルザール                           |
| 2  | 1957 | 3月3日                                   | 西ドイツ                                 | フランクフルト・アム・マイン             | ヘッセン放送協会放送大会館                     |
| 3  | 1958 | 3月12日                                  | オランダ                                 | ヒルフェルスム                           | AVROスタジオ                                   |
| 4  | 1959 | 3月11日                                  | フランス                                 | カンヌ                                   | パレ・デ・フェスティバル                       |
| 5  | 1960 | 3月25日                                  | イギリス                                 | ロンドン                                 | ロイヤル・フェスティバル・ホール               |
| 6  | 1961 | 3月18日                                  | フランス                                 | カンヌ                                   | パレ・デ・フェスティバル                       |
| 7  | 1962 | 3月18日                                  | ルクセンブルク                           | ルクセンブルク市                         | ヴィラ・ルヴィニーRTL大会館                    |
| 8  | 1963 | 3月23日                                  | イギリス                                 | ロンドン                                 | BBCテレビジョンセンター                        |
| 9  | 1964 | 3月21日                                  | デンマーク                               | コペンハーゲン                           | チボリ公園コンサートホール                     |
| 10 | 1965 | 3月20日                                  | イタリア                                 | ナポリ                                   | RAIコンサートホール                            |
| 11 | 1966 | 3月5日                                   | ルクセンブルク                           | ルクセンブルク市                         | ヴィラ・ルヴィニーRTL大会館                    |
| 12 | 1967 | 4月8日                                   | オーストリア                             | ウィーン                                 | ホーフブルク宮殿大式場                         |
| 13 | 1968 | 4月6日                                   | イギリス                                 | ロンドン                                 | ロイヤル・アルバート・ホール                   |
| 14 | 1969 | 3月29日                                  | スペイン                                 | マドリード                               | テアトロ・レアル                               |
| 15 | 1970 | 3月21日                                  | オランダ                                 | アムステルダム                           | RAIコングレスセンター                          |
| 16 | 1971 | 4月3日                                   | アイルランド                             | ダブリン                                 | ゲイエティ劇場                                 |
| 17 | 1972 | 3月25日                                  | イギリス                                 | エディンバラ                             | アッシャー・ホール                             |
| 18 | 1973 | 4月7日                                   | ルクセンブルク                           | ルクセンブルク市                         | ルクセンブルク新劇場                           |
| 19 | 1974 | 4月6日                                   | イギリス                                 | ブライトン                               | ブライトン・ドーム                             |
| 20 | 1975 | 3月22日                                  | スウェーデン                             | ストックホルム                           | サンクト・エリックス＝メッサン・エルブシェ     |
| 21 | 1976 | 4月3日                                   | オランダ                                 | デン・ハーグ                             | オランダ議会堂                                 |
| 22 | 1977 | 5月7日                                   | イギリス                                 | ロンドン                                 | ウェンブリー会議センター                       |
| 23 | 1978 | 4月22日                                  | フランス                                 | パリ                                     | パレ・デ・コングレ                             |
| 24 | 1979 | 3月31日                                  | イスラエル                               | エルサレム                               | ビニーエネイ・ハーウーマ・センター             |
| 25 | 1980 | 4月19日                                  | オランダ                                 | デン・ハーグ                             | オランダ議会堂                                 |
| 26 | 1981 | 4月4日                                   | アイルランド                             | ダブリン                                 | ロイヤル・ダブリン協会シモンズコート会堂       |
| 27 | 1982 | 4月24日                                  | イギリス                                 | ハロゲイト                               | ハロゲート・コンベンション・センター           |
| 28 | 1983 | 4月23日                                  | 西ドイツ                                 | ミュンヘン                               | ルディ・セドルメイヤー・ハレ                   |
| 29 | 1984 | 5月5日                                   | ルクセンブルク                           | ルクセンブルク市                         | ルクセンブルク市立劇場                         |
| 30 | 1985 | 5月4日                                   | スウェーデン                             | ヨーテボリ                               | スカンジナヴィアム                             |
| 31 | 1986 | 5月3日                                   | ノルウェー                               | ベルゲン                                 | グリーグホール                                 |
| 32 | 1987 | 5月9日                                   | ベルギー                                 | ブリュッセル                             | パレ・ドゥ・サントネール                       |
| 33 | 1988 | 4月30日                                  | アイルランド                             | ダブリン                                 | ロイヤル・ダブリン協会シモンズコート会堂       |
| 34 | 1989 | 5月6日                                   | スイス                                   | ローザンヌ                               | パレ・ドゥ・ボーリュー                         |
| 35 | 1990 | 5月5日                                   | ユーゴスラビア                           | ザグレブ                                 | ヴァトロスラヴ・リシンスキー・コンサートホール |
| 36 | 1991 | 5月4日                                   | イタリア                                 | ローマ                                   | チネチッタ15番スタジオ                         |
| 37 | 1992 | 5月9日                                   | スウェーデン                             | マルメ                                   | マルメ・メッサン                               |
| 38 | 1993 | 5月15日                                  | アイルランド                             | ミルストリート                           | グリーン・グレンズ・アリーナ                   |
| 39 | 1994 | 4月30日                                  | アイルランド                             | ダブリン                                 | ポイント劇場                                   |
| 40 | 1995 | 5月13日                                  | アイルランド                             | ダブリン                                 | ポイント劇場                                   |
| 41 | 1996 | 5月18日                                  | ノルウェー                               | オスロ                                   | オスロ・スペクトラム                           |
| 42 | 1997 | 5月3日                                   | アイルランド                             | ダブリン                                 | ポイント劇場                                   |
| 43 | 1998 | 5月9日                                   | イギリス                                 | バーミンガム                             | ナショナル・インドア・アリーナ                 |
| 44 | 1999 | 5月29日                                  | イスラエル                               | エルサレム                               | エルサレム国際会議場ウッシシュキン・ホール     |
| 45 | 2000 | 5月13日                                  | スウェーデン                             | ストックホルム                           | ストックホルム・グローブ・アリーナ             |
| 46 | 2001 | 5月12日                                  | デンマーク                               | コペンハーゲン                           | パルケン・スタディオン                         |
| 47 | 2002 | 5月25日                                  | エストニア                               | タリン                                   | サク・アリーナ                                 |
| 48 | 2003 | 5月24日                                  | ラトビア                                 | リガ                                     | スコント・オリンピック・ホール                 |
| 49 | 2004 | 5月15日                                  | トルコ                                   | イスタンブール                           | アブディ・イペクチ・スポーツセンター           |
| 50 | 2005 | 5月21日                                  | ウクライナ                               | キエフ                                   | キエフ・スポーツ宮殿                           |
| 51 | 2006 | 5月20日                                  | ギリシャ                                 | アテネ                                   | オリンピック・インドア・ホール                 |
| 52 | 2007 | 5月12日                                  | フィンランド                             | ヘルシンキ                               | ハートウォール・アリーナ                       |
| 53 | 2008 | 5月24日                                  | セルビア                                 | ベオグラード                             | ベオグラード・アリーナ                         |
| 54 | 2009 | 5月16日                                  | ロシア                                   | モスクワ                                 | オリンピック・スタジアム                       |
| 55 | 2010 | 5月29日                                  | ノルウェー                               | オスロ                                   | テレノール・アリーナ                           |
| 56 | 2011 | 5月14日                                  | ドイツ                                   | デュッセルドルフ                         | デュッセルドルフ・アレーナ                     |
| 57 | 2012 | 5月26日                                  | アゼルバイジャン                         | バクー                                   | バクー・クリスタル・ホール                     |
| 58 | 2013 | 5月18日                                  | スウェーデン                             | マルメ                                   | マルメ・アリーナ                               |
| 59 | 2014 | 5月10日                                  | デンマーク                               | コペンハーゲン                           | B&Wホール                                      |
| 60 | 2015 | 5月23日                                  | オーストリア                             | ウィーン                                 | ヴィーナー・シュタットハレ                     |
| 61 | 2016 | 5月14日                                  | スウェーデン                             | ストックホルム                           | ストックホルム・グローブ・アリーナ             |
| 62 | 2017 | 5月13日                                  | ウクライナ                               | キエフ                                   | 国際エキシビションセンター                     |
| 63 | 2018 | 5月12日                                  | ポルトガル                               | リスボン                                 | リスボン・アリーナ                             |
| 64 | 2019 | 5月18日                                  | イスラエル                               | テルアビブ                               | エキスポ・テルアビブ                           |
|    | 2020 | 新型コロナウイルス感染症の流行により中止 | 新型コロナウイルス感染症の流行により中止 | 新型コロナウイルス感染症の流行により中止 | 新型コロナウイルス感染症の流行により中止       |
| 65 | 2021 | 5月22日                                  | オランダ                                 | ロッテルダム                             | アホイ・ロッテルダム                           |
| 66 | 2022 | 5月14日                                  | イタリア                                 | トリノ                                   | パラ・アルピツアー                             |
| 67 | 2023 | 5月13日                                  | イギリス                                 | リヴァプール                             | リヴァプール・アリーナ                         |
| 68 | 2024 | 5月11日                                  | スウェーデン                             | マルメ                                   | マルメ・アリーナ                               |
| 69 | 2025 | 5月17日                                  | スイス                                   | バーゼル                                 | セイント・ジャコブ・ホール                     |

## ユーロビジョン・ウィーク
「ユーロビジョン・ウィーク」とは、コンテストが開催される週のことである。ユーロビジョン・ソング・コンテストはライブで行われるため、円滑な進行のために参加アーティストは各自、それぞれのライブ・パフォーマンスをリハーサルしておく必要がある。加えて、アーティストたちは実際の会場を使って練習する機会もある。大会の前に参加アーティストはそれぞれ自国でリハーサルを済ませ、その後大会の行われる開催地に移る。このため、本大会が始まる前からマスコミや観衆はアーティストたちのパフォーマンスや動向を見られる。主催者は大会参加者のためにホテルを指定し、また会場に移動するためのシャトルバスを用意する。
それぞれの参加放送局は代表団長を選出する。代表団長は代表団の活動を調整し、欧州放送連合に対して大会開催地における自国代表としての役割を果たす。代表団には、出場アーティストや作詞者、作曲者、公式プレス関係者に加え、オーケストラの生演奏を伴う場合はその指揮者などが含まれる。また、必要に応じてコメンテーテーも代表団に含まれることがある。コメンテーターには、会場の観客席の後ろに設けられたコメンテーター席が用意される。

### リハーサルと記者会見

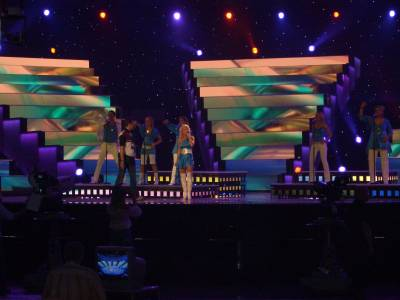
2006年大会で、リハーサルを行うエストニア代表

かつて、代表団は大会1週間前の日曜日に開催地入りし、大会の週の月曜日のリハーサルに参加するのが通例であった。しかし、準決勝の導入によって参加国の数が増えたことから、2004年からはリハーサルは大会の前の週に行われるようになった。準決勝に参加する諸国は、大会前の週の木曜日から日曜日にかけてリハーサルを行っており、1国につき2回のリハーサルが認められている。準決勝を経ずに決勝に進む国は、大会の週の月曜日と木曜日にリハーサルを行う。

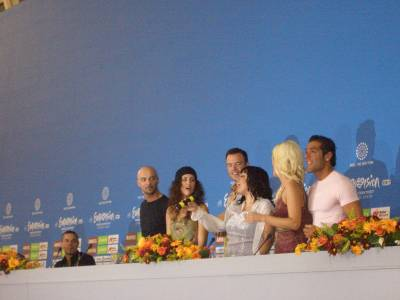
2006年大会のスイスによる記者会見

参加各国がリハーサルを終えた後、各国の代表団は大会の監督に会い、リハーサルの映像を元に議論を行う。この時、代表団長は監督に対して、パフォーマンスのために必要な特別な求めがあればそれを伝え、主催放送局に手配を求める。この会合の後、代表団は記者会見を行い、著名なメディアの関係者が集まって代表団に対して質問を行う。リハーサルと記者会見は並行して進められる。そのため、ある国が記者会見を行っているとき、次の国が会場でリハーサルを行っている。記者会見での質疑の要約は書面化され、ジャーナリストのpigeon-holesに投稿される。
準決勝の前に、本番同様の衣装で、完全なリハーサルが1回以上行われる。大会のチケットは不足しがちであることから、この最終リハーサルも観客に公開され、チケットが発売される。また、準決勝が終わった後、決勝の前にも同様の完全なリハーサルが2回以上行われる。

### パーティとユーロクラブ
通例、ユーロビジョン・ウィークが始まる月曜日に「市長のレセプション」が開かれ、開催地の首長が、大会の主催地となることを祝福する。この会は通常、自治体の所有する市中心部の施設で行われる。全ての代表団が招待され、ライブ音楽や食事が提供される。また、花火が打ち上げられることもある。準決勝と決勝が終わった後には、アフター・ショー・パーティが開催される。パーティは会場で行われることも、市内の別の場所で行われることもある。
ユーロクラブは、ユーロビジョン・ウィークの間、毎晩開かれる、ユーロビジョンをテーマとしたナイトクラブであり、大会関係者が招待される。
ユーロビジョン・ウィークには、このほかに各国の代表団が独自のパーティを開催することも多かったが、2000年代に入ってからはこうした催しはユーロクラブに集約化される傾向にある。

## 投票
大会の投票システムは何度か変わってきている。現行の投票システムは1975年から始まったものであり、ボルダ得点方式が採られている。各国は、1点から8点までの各得点、および10点と12点を、他国の曲に与える。このとき、12点を最高として、評価の高い曲により高い得点を与える。
| 各国の審査員または視聴者による投票の順位 | 1位  | 2位  | 3位 | 4位 | 5位 | 6位 | 7位 | 8位 | 9位 | 10位 | 11位以降 |
| 各国の審査員または視聴者からの得点       | 12点 | 10点 | 8点 | 7点 | 6点 | 5点 | 4点 | 3点 | 2点 | 1点  | 0点      |

かつては、他国の楽曲に与える得点を決めるのは、各国から選ばれた審査員であったが、1997年には5つの国（オーストリア、スイス、ドイツ、スウェーデン、イギリス）が視聴者による電話投票を取り入れ、自国の視聴者が選考に加われるようにした。この試みは成功し、1998年からは全ての国に対して視聴者投票を導入するよう求められた。その後も、電話投票ができなかったときのために予備審査員が指定されている。ショートメッセージサービス（SMS）の普及にともなって、これが電話投票と併用されることも多くなってきている。審査員投票、電話投票とSMSによる投票のいずれの場合でも、自国に投票することはできない。
なお、従来は大会に参加する国からの視聴者だけが投票できるが、2023年大会でのルール変更により全世界の視聴者が好きな曲に投票することが可能になる。

### 投票結果の発表
それぞれの国の楽曲と幕間のパフォーマンスが終わった後、各国から与えられる得点が確定すると、大会の司会は順に各国の得点発表者と連絡をとり、その国の投票結果の発表を求める。1994年までは、司会が得点発表者と電話をつなぎ、その音声が会場やテレビ放送に中継されていた。衛星通信技術の発展に伴い、1994年からはテレビ中継となり、それぞれの国の得点発表者の映像が映し出され、得点が発表されるようになった。得点発表者は、それぞれ自国の風景を背に、その国からの得点を読み上げることが多い。また、得点発表に加えて短いメッセージを述べることも多い。各国からの得点発表は、得点の低いほうから昇順で発表され、最後が最高得点の12点となる。得点発表は英語またはフランス語で読み上げられ、司会者によってそれぞれフランス語または英語で繰り返される。司会者によって高らかに「ドゥーズ・ポワン」（douze points、フランス語で「12得点」の意味）と繰り返されるシーンは大会の風物詩となっている。
1957年から2003年までの間、得点の発表の順は大会でのパフォーマンスの順と同じであった。2004年大会で準決勝が取り入れられてからは、決勝に参加していない国も票を投ずることになるため、この方式は変更されることになる。2004年にはISO 3166-1によるアルファベット順で発表された。2005年には準決勝で敗退した国が、準決勝のパフォーマンスの順でまず発表し、その後決勝参加国が決勝でのパフォーマンスの順に発表した。2006年以降は、くじ引きで発表順を決めるようになった。ただし、近年の慣例としては前回の主催国が最初に発表し、当年度の主催国が最後に発表する仕組みを採っている。
1971年から1973年までは、各国それぞれ2人の審査員が大会会場に入り、カメラを向けられて得点を発表していた。1973年、スイスの審査員の1人は激しいジェスチャーで派手な発表を披露した。翌年から、この方式は使われなくなった。
1956年には得点発表は公開されず、審査員は単にスイスが優勝したことのみを告げた。1957年から1987年まで、得点はステージ横に置かれた実物のスコアボードに掲示された。ディジタル技術の進歩により、1988年からは、大会監督の指示によってテレビ画面上に映し出される電子的なスコアボードに置き換わった。
参加国の数が増大する中で、2006年、欧州放送連合は時間節約のために、各国からの得点読み上げの簡略化を決定した。これ以降、全ての得点を読み上げることはされなくなり、1点から7点までは自動的に画面に表示され、8点、10点、12点のみを読み上げる方式に変わった。また、2016年の改革により、各国からの審査員票の得点の読み上げは12点のみとなり、その後に会場の司会者による大衆投票の点数を発表するようになっている。
投票は、欧州放送連合の投票検査人によって監督されており、全ての得点が正しく配分されていることが確認される。検査人は投票順序の最後の5国の投票結果を事前に知り得る立場にあり、これによって、たとえば他国による得点配分を見てから自国の得点配分を変えるといった、不正な戦略投票行為を防いでいる。

### 同点首位の場合
1969年、フランス、スペイン、オランダ、イギリスの4箇国が同得点で首位となる事態が起こった。この時は同点首位の場合の規定がなかったために、4箇国全てが優勝者とされた。これに対して他の参加国から大きな不満があがり、翌年の1970年大会ではフィンランド、ノルウェー、スウェーデン、ポルトガルが抗議のために欠場した。このため、欧州放送連合は同点首位の場合の優勝者決定の規定を導入した。
2018年の時点で、現行の方式では、同点で首位に並んだ場合には視聴者から得点が多い国が優勝国となる。それでも同数であった場合は、首位となった国々がそれぞれ何箇国から1点以上の得点を得ているかを数え上げ、最も多くの国から得点を得ている国が優勝国となる。もしそれでもなお同数であった場合は、最大得点である12点を多くの国から得ている国が優勝国となる。なお同数であった場合は、次に10点を多く得ている国が、次いで8点を多く得ている国を優勝国とし、以下同様である。まず起こりそうにないが、それでもなお同数であった場合は、パフォーマンスの登場順の早いほうが優勝国とされる。この方式は首位だけでなく全ての順位に対して適用されるようになり、2箇国以上が同位で並ぶことはなくなった。
1969年大会以降、2018年大会までで複数の国が首位に並んだのは1991年のみであり、この時はフランスとスウェーデンが146得点で並んだ。1991年当時は、1点以上の得点を多く得ている国を優勝とする規定がなく、まず12点を多く得ている国が優勝とされることとなっていた。この時フランスとスウェーデンは共に4箇国から12点を得ていた。しかし、スウェーデンはより多くの国から10点を得ていたため、スウェーデンが優勝国とされた。もしも現行の規定がこの当時から導入されていたら、フランスが優勝国となるところであった。

### 主催
1958年大会では、優勝国（この時はフランス）が次回の大会を主催する規定が定められ、2020年現在はオーストラリア以外の国に適用される。1957年大会の優勝国はオランダであり、オランダの放送局は1958年大会の主催を了承した。しかし、以下の大会では前年の優勝国以外の主催となっている。
- 1960 イギリスのロンドンにて英国放送協会が主催した。前年の優勝国であったオランダは、主催費用を負担できないため、主催権を放棄した。イギリスは前年大会で2位であったため、イギリスが主催国に選ばれた[47]。
- 1963 イギリスのロンドンにて英国放送協会が主催した。前年の優勝国であったフランスは、主催費用を負担できないため、主催権を放棄した。前年大会でイギリスは4位であったが、2位と3位のモナコとルクセンブルクも主催を拒否した[47]。
- 1972 イギリスのエディンバラにて英国放送協会が主催した。前年の優勝国であったモナコは、適切な会場を国内に準備できなかったため、主催を見送った。モナコの放送局、テレ・モンテ・カルロは、過去に主催経験の豊富な英国放送協会に主催を頼んだ[47]。
- 1974 イギリスのブライトンにて英国放送協会が主催した。前回の優勝国であったルクセンブルクは、主催費用を負担できないため、主催権を放棄した。英国放送協会は、主催権が放棄された場合の代行の主催者として定着することとなった[20]。
- 1980 オランダのデン・ハーグにて、オランダ放送協会が主催した。イスラエル放送局は、主催費用を負担できないため主催権を放棄し、更にオランダ側の定めた大会日である4月19日は、イスラエルの戦没将兵記念日であったため、イスラエルは大会への参加も見送った。英国放送協会をはじめ、複数の国の放送局が主催を打診されたがこれを拒否し、その後オランダがこれを受諾したためオランダ主催となった[47]。
- 2020 オランダのロッテルダムにて、オランダ公共放送が主催する予定だった。しかし、新型コロナウイルス感染症の流行によって、2020年3月18日にコンテストの中止が発表された[57][58]。
- 2023 イギリスのリヴァプールにて英国放送協会が主催する。ロシアによるウクライナ侵攻による安全とセキュリティ上の理由からウクライナでの開催ができないため、話し合いの結果、前年大会で2位のイギリスでの開催が決定された[59]。

費用負担を理由とした主催権放棄は主に、その放送局が過去2年以内に一度主催していることによる。1981年以降、2020年までの時点で、すべて前年の優勝国による主催となっている。

#### 一覧
| 回 | 年   | 開催日（決勝）                           | 開催国                                   | 開催都市                                 | 主催局                                   | 司会者                                                                                               |
| -- | ---- | ---------------------------------------- | ---------------------------------------- | ---------------------------------------- | ---------------------------------------- | --- |
| 1  | 1956 | 5月24日                                  | スイス                                   | ルガーノ                                 | SRG SSR                                  | ローエングリン・フィリッペーロ                                                                       |
| 2  | 1957 | 3月3日                                   | 西ドイツ                                 | フランクフルト                           | ARD                                      | アナイド・イプリチャン                                                                               |
| 3  | 1958 | 3月12日                                  | オランダ                                 | ヒルフェルスム                           | NOS                                      | ハンニ・リップス                                                                                     |
| 4  | 1959 | 3月11日                                  | フランス                                 | カンヌ                                   | RTF                                      | ジャクリーヌ・ジュベール                                                                             |
| 5  | 1960 | 3月25日                                  | イギリス                                 | ロンドン                                 | BBC                                      | ケイティ・ボイル                                                                                     |
| 6  | 1961 | 3月18日                                  | フランス                                 | カンヌ                                   | RTF                                      | ジャクリーヌ・ジュベール                                                                             |
| 7  | 1962 | 3月18日                                  | ルクセンブルク                           | ルクセンブルク市                         | RTL                                      | ミレイユ・ドラノア                                                                                   |
| 8  | 1963 | 3月23日                                  | イギリス                                 | ロンドン                                 | BBC                                      | ケイティ・ボイル                                                                                     |
| 9  | 1964 | 3月21日                                  | デンマーク                               | コペンハーゲン                           | DR                                       | ロッテ・ヴェーヴェル                                                                                 |
| 10 | 1965 | 3月20日                                  | イタリア                                 | ナポリ                                   | RAI                                      | レナータ・マウロ                                                                                     |
| 11 | 1966 | 3月5日                                   | ルクセンブルク                           | ルクセンブルク市                         | CLT                                      | ジョジアーヌ・シェン                                                                                 |
| 12 | 1967 | 4月8日                                   | オーストリア                             | ウィーン                                 | ORF                                      | エリカ・ファール                                                                                     |
| 13 | 1968 | 4月6日                                   | イギリス                                 | ロンドン                                 | BBC                                      | ケイティ・ボイル                                                                                     |
| 14 | 1969 | 3月29日                                  | スペイン                                 | マドリード                               | RTVE                                     | ラウリタ・バレンスエラ                                                                               |
| 15 | 1970 | 3月21日                                  | オランダ                                 | アムステルダム                           | NOS                                      | ウィリー・ドベ                                                                                       |
| 16 | 1971 | 4月3日                                   | アイルランド                             | ダブリン                                 | RTÉ                                      | バーナデット・ニー・ガルホール                                                                       |
| 17 | 1972 | 3月25日                                  | イギリス                                 | エディンバラ                             | BBC                                      | モイラ・シアラー                                                                                     |
| 18 | 1973 | 4月7日                                   | ルクセンブルク                           | ルクセンブルク市                         | CLT                                      | ヘルガ・ギトン                                                                                       |
| 19 | 1974 | 4月6日                                   | イギリス                                 | ブライトン                               | BBC                                      | ケイティ・ボイル                                                                                     |
| 20 | 1975 | 3月22日                                  | スウェーデン                             | ストックホルム                           | SR                                       | カリン・ファルク                                                                                     |
| 21 | 1976 | 4月3日                                   | オランダ                                 | デン・ハーグ                             | NOS                                      | コリー・ブロッケン                                                                                   |
| 22 | 1977 | 5月7日                                   | イギリス                                 | ロンドン                                 | BBC                                      | アンジェラ・リッポン                                                                                 |
| 23 | 1978 | 4月22日                                  | フランス                                 | パリ                                     | TF1                                      | デニーズ・ファーブル、レオン・ジトローヌ                                                             |
| 24 | 1979 | 3月31日                                  | イスラエル                               | エルサレム                               | IBA                                      | ヤルデナ・アラジ、ダニエル・ペア                                                                     |
| 25 | 1980 | 4月19日                                  | オランダ                                 | デン・ハーグ                             | NOS                                      | マルルス・フルイツマ                                                                                 |
| 26 | 1981 | 4月4日                                   | アイルランド                             | ダブリン                                 | RTÉ                                      | デレン・ニー・ブリエン                                                                               |
| 27 | 1982 | 4月24日                                  | イギリス                                 | ハロゲイト                               | BBC                                      | ジャン・リーミング                                                                                   |
| 28 | 1983 | 4月23日                                  | 西ドイツ                                 | ミュンヘン                               | ARD                                      | マルレーネ・シャレル                                                                                 |
| 29 | 1984 | 5月5日                                   | ルクセンブルク                           | ルクセンブルク市                         | RTL                                      | デジレー・ノスブッシュ                                                                               |
| 30 | 1985 | 5月4日                                   | スウェーデン                             | ヨーテボリ                               | SVT                                      | リル・リンドフォシュ                                                                                 |
| 31 | 1986 | 5月3日                                   | ノルウェー                               | ベルゲン                                 | NRK                                      | オーセ・クレヴラン                                                                                   |
| 32 | 1987 | 5月9日                                   | ベルギー                                 | ブリュッセル                             | RTBF                                     | ヴィクター・ラズロ                                                                                   |
| 33 | 1988 | 4月30日                                  | アイルランド                             | ダブリン                                 | RTÉ                                      | パット・ケニー、ミシェル・ロッカ                                                                     |
| 34 | 1989 | 5月6日                                   | スイス                                   | ローザンヌ                               | SRG SSR                                  | ジャック・ドゥシュノー、ロリータ・モレナ                                                             |
| 35 | 1990 | 5月5日                                   | ユーゴスラビア                           | ザグレブ                                 | JRT                                      | オリヴェル・ムラカル、ヘルガ・ヴラホヴィッチ                                                         |
| 36 | 1991 | 5月4日                                   | イタリア                                 | ローマ                                   | RAI                                      | ジリオラ・チンクェッティ、トト・クトゥーニョ                                                         |
| 37 | 1992 | 5月9日                                   | スウェーデン                             | マルメ                                   | SVT                                      | リディア・カポリキオ、ハラルド・トロイティガー                                                       |
| 38 | 1993 | 5月15日                                  | アイルランド                             | ミルストリート                           | RTÉ                                      | フィオヌアーラ・スウィーニー                                                                         |
| 39 | 1994 | 4月30日                                  | アイルランド                             | ダブリン                                 | RTÉ                                      | シンシア・ニー・ムルフー、ジェリー・ライアン                                                         |
| 40 | 1995 | 5月13日                                  | アイルランド                             | ダブリン                                 | RTÉ                                      | メアリー・ケネディ                                                                                   |
| 41 | 1996 | 5月18日                                  | ノルウェー                               | オスロ                                   | NRK                                      | イングヴィル・ブリン、モートン・ハルケット                                                           |
| 42 | 1997 | 5月3日                                   | アイルランド                             | ダブリン                                 | RTÉ                                      | キャリー・クロウリー、ローナン・キーティング                                                         |
| 43 | 1998 | 5月9日                                   | イギリス                                 | バーミンガム                             | BBC                                      | テリー・ウォーガン、ウルリカ・ヨンソン                                                               |
| 44 | 1999 | 5月29日                                  | イスラエル                               | エルサレム                               | IBA                                      | イーガル・ラヴィド、ダフナ・デケル、シガル・シャフモン                                               |
| 45 | 2000 | 5月13日                                  | スウェーデン                             | ストックホルム                           | SVT                                      | カティス・オールストローム、アンデシュ・ルンディーン                                                 |
| 46 | 2001 | 5月12日                                  | デンマーク                               | コペンハーゲン                           | DR                                       | ナターシャ・クローネ、セーレン・ピルマルク                                                           |
| 47 | 2002 | 5月25日                                  | エストニア                               | タリン                                   | ERR                                      | アンネリ・ペーボ、マルコ・マトヴェレ                                                                 |
| 48 | 2003 | 5月24日                                  | ラトビア                                 | リガ                                     | LTV                                      | マリヤ・ナウモワ、レナールス・カウペルス                                                             |
| 49 | 2004 | 5月15日                                  | トルコ                                   | イスタンブール                           | TRT                                      | メルテム・ジュンブル、コルハン・アバイ                                                               |
| 50 | 2005 | 5月21日                                  | ウクライナ                               | キエフ                                   | NTU                                      | マリーヤ・イェフローシニナ、パヴロ・シルコ                                                           |
| 51 | 2006 | 5月20日                                  | ギリシャ                                 | アテネ                                   | ERT                                      | マリア・メヌーノス、サキス・ルーヴァス                                                               |
| 52 | 2007 | 5月12日                                  | フィンランド                             | ヘルシンキ                               | YLE                                      | ヤーナ・ペルコネン、ミッコ・レッピランピ                                                             |
| 53 | 2008 | 5月24日                                  | セルビア                                 | ベオグラード                             | RTS                                      | ヨヴァナ・ヤンコヴィッチ、ジェリコ・ヨクシモヴィッチ                                                 |
| 54 | 2009 | 5月16日                                  | ロシア                                   | モスクワ                                 | C1R                                      | アルスー、イワン・ウルガント                                                                         |
| 55 | 2010 | 5月29日                                  | ノルウェー                               | オスロ                                   | NRK                                      | エリック・ソルバッケン、ハディ・ヤトウ・ンジェ、ナディア・ハスナウイ                                 |
| 56 | 2011 | 5月14日                                  | ドイツ                                   | デュッセルドルフ                         | NDR                                      | アンケ・エンゲルケ、ユディット・ラケルス、シュテファン・ラープ                                       |
| 57 | 2012 | 5月26日                                  | アゼルバイジャン                         | バクー                                   | İTV                                      | レイラ・アリエワ、エルダル・ガスモフ、ナルギズ・ビルク＝ピーターセン                                 |
| 58 | 2013 | 5月18日                                  | スウェーデン                             | マルメ                                   | SVT                                      | ペートラ・メーデ                                                                                     |
| 59 | 2014 | 5月10日                                  | デンマーク                               | コペンハーゲン                           | DR                                       | ニコライ・コッペル、ピル・アスベック、リセ・ロネ                                                     |
| 60 | 2015 | 5月23日                                  | オーストリア                             | ウィーン                                 | ORF                                      | ミリヤム・ヴァイフゼルブラウン、アリーセ・トゥムラー、アラベラ・キースバウアー、コンチータ・ヴルスト |
| 61 | 2016 | 5月14日                                  | スウェーデン                             | ストックホルム                           | SVT                                      | モンス・セルメルロー、ペートラ・メーデ                                                               |
| 62 | 2017 | 5月13日                                  | ウクライナ                               | キエフ                                   | NTU                                      | オレクサンドル・スキチコ、ヴォロディミル・オスタプチューク、ティムール・ミロシュニチェンコ           |
| 63 | 2018 | 5月12日                                  | ポルトガル                               | リスボン                                 | RTP                                      | フィロメナ・カウテーラ、シルビア・アルベルト、ダニエラ・ルーア、カタリナ・フルータド                 |
| 64 | 2019 | 5月18日                                  | イスラエル                               | テルアビブ                               | KAN                                      | バー・ラファエリ、エレズ・タル、アシ・アーザル、ルーシー・アユーブ                                   |
|    | 2020 | 新型コロナウイルス感染症の流行により中止 | 新型コロナウイルス感染症の流行により中止 | 新型コロナウイルス感染症の流行により中止 | 新型コロナウイルス感染症の流行により中止 | 新型コロナウイルス感染症の流行により中止                                                             |
| 65 | 2021 | 5月22日                                  | オランダ                                 | ロッテルダム                             | NPO                                      | エドシリア・ロンブリー、シャンタル・ヤンゼン、ヤン・スミット、ニッキ・デ・ヤガー                     |
| 66 | 2022 | 5月14日                                  | イタリア                                 | トリノ                                   | RAI                                      | ラウラ・パウジーニ、アレッサンドロ・カッテラン、ミーカ                                               |
| 67 | 2023 | 5月13日                                  | イギリス                                 | リヴァプール                             | BBC                                      | アレシャー・ディックソン、ハンナ・ウォッディンガム、ユリア・サニーナ、グレアム・ノートン             |
| 68 | 2024 | 5月11日                                  | スウェーデン                             | マルメ                                   | SVT                                      | ペートラ・メーデ、マリン・アッカーマン                                                               |
| 69 | 2025 | 5月17日                                  | スイス                                   | バーゼル                                 | SRG SSR                                  | ハーツェル・ブルッガー、ザンドラ・シュトゥーダー、ミシェル・フンツィカー                             |

### 生の歌唱
2020年以前は全ての歌唱は生で歌うことが義務付けられている。バック・トラックに声を入れることは認められていない。1999年大会では、クロアチア代表のドリス・ドラゴヴィッチ（Doris Dragović）の楽曲のバック・トラックに、人間の声が入っているという疑いが持たれた。クロアチアの代表団は、バック・トラックに人間の声は入っておらず、ディジタル的に合成した音声が含まれているだけだと主張した。しかし欧州放送連合は、クロアチア側がルールの精神を破ったとして、翌年以降の参加の可否を決める際に用いる過去5年間の平均得点を算出する際に、この年のクロアチアの得点から33%を減ずると決定した。
1956年から1998年まで、主催者は参加者のために伴奏を生で提供するオーケストラを用意する必要があった。1973年以前は、全ての音楽を主催側が用意したオーケストラが演奏することが定められていた。1973年以降は、事前に録音したバック・トラックの使用が認められるようになったが、その後も参加者がオーケストラによる演奏と録音済みのバック・トラックとを選べるように、1998年まではオーケストラが用意された。もしバック・トラックを使用する場合、使用される全ての楽器がステージに上がることが義務付けられていたが、この規定は1997年に廃止された。
1999年からは主催側がオーケストラを用意する義務はなくなり、主催者の任意とされた。この年の大会を主催したイスラエル放送局は、経費節減のためにオーケストラを用意しないことを決定し、全ての楽曲が（生の歌唱とともに）事前に録音されたバック・トラックとともに演奏される初めての大会となった。それ以降の大会ではオーケストラは使用されていない。
2021年の大会以後の数年間は新型コロナウイルス感染症の流行の下での開催であるため、ルールが変更され、バッキングボーカルの事前録音が許可されることになった。

### 言語
参加する楽曲の歌詞に使う言語に関する規定は幾度か改められてきている。1956年から1965年までは、歌詞に用いる言語については何も定められていなかった。しかし、1966年に、参加国の公用語を用いることが定められた。
歌詞で使用する言語を参加国の公用語に限る制限は、1973年に再び解除され、参加者は自由に言語を選ぶことができるようになった。1970年代半ばの大会では、英語を公用語としない国々の参加者も英語を使うことが出来たため、1974年の優勝者であるスウェーデンのABBAをはじめとして、非英語圏からの参加者には大きな恩恵をもたらした。
1977年、欧州放送連合は再び言語制限を取り入れることを決め、この時点で既に国内選考が進んでいたドイツとベルギーは特例として例外扱いするものとした。
1999年、言語制限は再び廃止され、自由に歌詞の言語を選べるようになった。このため、2003年のベルギーの代表曲「Sanomi」のように、架空の言語で歌うことも可能となった。2006年のオランダ代表曲「Amambanda」でも、英語とともに架空の言語が使用された。2008年のベルギー代表曲「O Julissi」でもまた、架空の言語が使用されている。

### 放送
すべての参加放送局は、番組を全編に渡って放送することを義務付けられ、全ての参加者の歌唱とそのダイジェスト、投票と授賞式まで放送しなければならない。唯一の例外として、宣伝放送のために定められた時間帯に、番組の代わりに各放送局が宣伝放送を入れることが認められている。1999年以降、宣伝を挿入したい放送局のために、幕間に重要ではない短い映像を流す時間が設けられた。

#### 国家承認に関する政治的問題
1978年、イスラエルのパフォーマンス中、ヨルダンの放送局JRTV（JRTV）は放送を中断し、花の映像を映し出した。投票のときにイスラエルの優勝が確定的となると、JRTVは中継を突如中止した。その後、ヨルダンのニュース・メディアはイスラエルの優勝を報じることを拒み、実際には2位であったベルギーを優勝国と報じた。
2005年、レバノンが大会への参加を希望していた。しかし、レバノンの法律ではイスラエルの存在を認めることを禁止しており、レバノンはイスラエルのパフォーマンスは中継しない予定であった。しかし、そのような行為は大会規定に反するものとして欧州放送連合から認められず、レバノンの放送局は大会参加を見送らざるを得なかった。レバノンは既に参加申請をしていたが、申請の締め切り後に辞退したため、レバノンには罰金が課された。

### その他
1956年の初の放送では、1曲の時間は3分半以内が望ましいとされた。1957年、抗議があったにもかかわらず、イタリアは5分9秒に及ぶパフォーマンスを行った。このため、1曲を3分以内とすることが義務付けられた。
1957年から1970年まで（1956年はまったく制限がなかった）、ソロ歌手のみが参加できる規定となっていた。1963年からは、3人以内のコーラスが認められるようになった。1971年から、6人以下のパフォーマーの参加が認められるようになった。
欧州放送連合は、参加者の国籍に関する規定を定めていない。しかし、各国の放送局が独自の判断で自国代表を自国民に限ることは認められている。
1990年以降、参加者の年齢は16歳以上と定められた。
パフォーマンスや歌詞は、大会に悪評をもたらすものであってはならない、とされている。

## 大会の拡大

1992年大会の参加国。赤で着色されているユーゴスラビア社会主義連邦共和国は、1991年大会への参加を最後に解体し、1992年大会ではセルビアとモンテネグロから成るユーゴスラビア連邦共和国としての参加となった。

1994年大会の参加国。中央ヨーロッパ、東ヨーロッパの国々や、ユーゴスラビアから独立した国々からの参加が増え、1992年大会とは参加国の分布が大きく変わっている

ユーロビジョン・ソング・コンテストに参加する国々の数は、概ね増加を続けており、1956年には7箇国であったものが1980年代後半には20箇国を超えるようになった。1993年には25箇国からの参加があり、ユーゴスラビア社会主義連邦共和国の解体によってボスニア・ヘルツェゴビナやクロアチア、スロベニアが独立国として初めて参加した。
大会は生中継で放送されるため、時間の制約を守らなければならない。規定の上では、大会放送時間は3時間以内とされている。しばしば大会が予定時間を越えて、中継が延長されることも起きている。

### 予選と参加制限
1993年以降、大会への参加を希望する国が増え、全ての参加希望国を時間内に放送することが難しくなってきた。本選に参加できる国の数を一定数に絞るために、参加制限や予選などの方法が試みられてきた。1993年のコンテストでは、旧社会主義地域の国々は、クヴァリフィカツィヤ・ザ・ミルストリートと銘打ってリュブリャナで行われる予選にまず参加し、本選への出場権が争われることとなった。ボスニア・ヘルツェゴビナ、クロアチア、エストニア、ハンガリー、ルーマニア、スロベニア、スロバキアがこの予選に参加し、ユーゴスラビアから独立したボスニア・ヘルツェゴビナ、クロアチア、スロベニアの3箇国が本選への出場を決めた。更に、この年の大会から参加制限が導入された。1993年大会で予選落ちした国々などにも門戸を開くため、この年の大会で順位の低かった国々は翌年大会へは参加できないことが決められた。1994年大会では、リトアニア、ポーランド、ロシアが初参加となった。
1994年、1995年大会でも同様の参加制限が設けられたが、1996年からは別の予選方式が導入され、ほぼ全ての参加国が予選に加わることが必要となった。この時の方式では、まず本大会の数週間前に各参加曲を収めたオーディオ・テープが各国の審査員に送られる。そして各国の審査員によって本選に参加できる楽曲が選ばれる。1996年大会の主催国となったノルウェーは自動的に本選参加が認められており、予選からは除外された。
1996年大会で本選参加を逃した国の一つはドイツであった。ドイツは、欧州放送連合の最大の資金拠出国の一つであり、ドイツの不参加は資金難につながった。
1997年から2001年までは、過去5年間の大会順位の平均によって大会参加の可否が決められた。しかし、どれほど良い曲を準備したとしても、単に過去の順位が低いだけの理由で大会に参加できないという「罰」を受けることに対しては、大きな不満の声が上がった。欧州放送連合はこの問題に対して、より恒久的な望まれる解決法を模索した。そして、予選と決勝の2つのショーを行うことが決められた。ショーを2つにすることによって、全ての参加希望国が参加でき、現実的な時間内に放送できる大会が実現可能となった。予選は「ユーロビジョン準決勝」と呼ばれるようになった。

### Big 4 / Big 5
2000年より、前年までの順位などに関わらず、イギリス、ドイツ、フランス、スペインの4箇国には自動的にユーロビジョン・ソング・コンテストの本選決勝進出が認められるようになった。これらの国々は欧州放送連合の主要な資金拠出国であり、彼らの存在なしにはユーロビジョン・ソング・コンテストの実施は難しい。これらの国々は、その特例扱いのために「Big 4」と呼ばれている。2010年12月31日、イタリアが2011年大会以降、自動的に決勝に進出することが認められるようになり、「Big 4」は「Big 5」と呼ばれるようになった。これはイタリアが1998年から2010年大会まで参加していなかったため（イタリアの出場が、準決勝方式およびBig4方式が採用されてから初めてになるため）である。

## 準決勝
2004年大会からは、「準決勝」と呼ばれる予選が導入された。当初、準決勝はユーロビジョン・ウィークの水曜日に行われ、協定世界時で土曜日の19時から行われる決勝と同様の形式で行われた。準決勝で順位の高かった参加曲は決勝への進出が認められ、順位の低かったものはそこで敗退となる。2005年から2007年までは、準決勝は木曜日に行われた。
自動的に決勝進出が認められているBig 4を除き、決勝で順位の高かったほうから10箇国は、翌年の準決勝への参加なしに決勝への参加が認められた。ドイツなどのBig 4の国が10位以内にあった場合は11位以降も含めて、上位から順にBig 4以外の10箇国に入った国は翌年は決勝からの参加となった。その他の国々は準決勝からの参加とされた。
2007年9月、欧州放送連合の50回目の定例会合が行われ、翌年の2008年大会からは2つの準決勝を行うことが決定された。2008年以降、前年大会での順位は考慮に入れられず、Big 4と主催国以外は全ての国が準決勝から参加することが決められた。主催国、並びにドイツ、フランス、イギリス、スペインのBig 4の国々のみが、準決勝なしに決勝に参加できるものとされた。
2つの準決勝では、それぞれに参加する国々によって決勝同様に投票が行われ、決勝に進出する国が決まる。自動的に決勝に進出する5箇国は準決勝には参加しないが、2つのうちどちらかの準決勝では投票に加わる。この5箇国のうち、どの国がどちらの準決勝で投票するかは事前に決定される。決勝では、決勝に参加していない国々も含めて全ての国が投票を行う。
準決勝での投票が終わった後、順位の高かった国々が決勝への参加を認められる。完全な投票結果は決勝が終わった後に欧州放送連合のウェブサイトで公開される。

## 優勝者

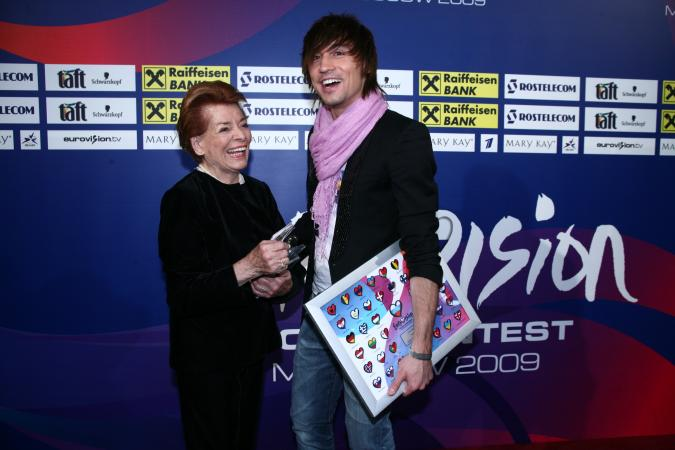
1956年大会の優勝者リス・アシアと、2008年大会の優勝者ジーマ・ビラーン。

ユーロビジョン・ソング・コンテストでの優勝は、アーティストにとって世間からの注目を集め、それ以降のキャリアを築く絶好の機会となる。

### アーティスト
ユーロビジョン・ソング・コンテストでの優勝が、その後の成功に直接結びついた最も著名な事例は、1974年大会で「Waterloo」を歌って優勝を果たしたABBAであろう。ABBAはこの後、当時最も成功したバンドの一つとなった。2021年大会でイタリア代表として出場したマネスキンは、「Zitti e buoni」で優勝した後から数カ月で世界的な人気を獲得したロックバンドとなった。
ユーロビジョンでの優勝後に大きく成功した別のアーティストとしては、1988年大会で「私をおいて旅立たないで」を歌って優勝したセリーヌ・ディオンの名が挙がる。この時の優勝は、後の国際的な成功につながるものとなった。 
他方、既に成功したキャリアを築き上げて有名になっているアーティストが優勝者となることも多い。たとえば、イギリスを代表して1997年大会で「Love Shine a Light」を歌い、優勝したKatrina and the Wavesなどがこれにあたる。
また、ユーロビジョン・ソング・コンテストでの優勝にもかかわらず、その後、国際的に注目されることのほとんどない、あるいはまったくないアーティストもいる。

### 参加国

ユーロビジョンでの優勝回数を示す地図

2023年の時点で、アイルランドとスウェーデンは優勝回数で最多の記録を持っており、7回の優勝を経験している。また、1992年、1993年、1994年と3年連続での優勝を経験しているのもアイルランドのみである。
ユーロビジョン・ソング・コンテストの初期の頃は、「伝統的な」強豪はフランス、オランダ、ルクセンブルクであった。しかし、これらの国々はその後はあまり大きな成功を見ておらず、フランスの最後の優勝は1977年、ルクセンブルクは1983年であり、それぞれこれ以降優勝から遠ざかっている(オランダは2019年)。ルクセンブルクは1993年以降、大会そのものに参加していない。
2000年代に入ると、ユーロビジョン新参の国々や、長年参加していたものの優勝経験のなかった国々など、多くの初優勝の国が登場した。2001年から2008年までの優勝国は全て初優勝であった。2006年に優勝したフィンランドは45回、2017年に優勝したポルトガルは49回にわたる参加の末の初優勝であった。他方、2004年に優勝したウクライナは参加2回目での初優勝となった。2007年には、独立国として初めて大会に参加したセルビアが初優勝を果たした。

## 批判と論争
ユーロビジョン・ソング・コンテストは、その音楽に関する面、音楽よりも政治に関する面の双方が批判の対象となっている。

### 音楽性とその表現
大会に参加する音楽を聞くのは多様で国際的な観衆であり、彼らの音楽的な嗜好はそれぞれ異なっている。また、高得点を目指してより多くの観衆から支持を得られるようにと、その参加曲は無難な王道ポップスとなることが多い。こうした路線を外れた楽曲が大会で成功することは難しく、結果として大会の参加曲はバブルガム・ポップだとする批判を生み出している。しかし、こうした傾向には例外もあり、2006年のローディ（フィンランド）や2021年のマネスキン（イタリア）のように、ロック・バンドが地すべり的優勝を決めたことがある。また、ユーロビジョンは視覚的なパフォーマンスを伴う大会であるため、その音楽性よりも視覚的な部分で観衆の気を惹こうとする参加者も多く、派手に奇をてらったようなパフォーマンスがしばしば見られる。このため、批評家の間ではよくキッチュの例として取り上げられる。

### 政治的な投票行動
大会は長年、政治的な影響が見られ続けており、審査員や視聴者による投票では、各国間の関係が影響を与えているといわれている。ユーロビジョン・ソング・コンテストでの投票パターンに関する研究によると、一部の国々は明らかに、互いに投票しあい、同様の投票パターンを繰り返す群を形作っているとしている。大会でのこうした傾向を擁護する立場からは、こうした投票パターンが生ずる理由として、それらの国々では互いに音楽的嗜好や文化が近かったり、言語が似通っていたりするため、互いの音楽を気に入りやすい傾向があるのだとしている。たとえば、ギリシャとキプロスは、繰り返し互いに12点を入れあう投票を続けているが（1998年に視聴者投票が導入されてから2009年までの間に、この例外となったのはギリシャがイギリスに12点を与えた2009年のみであった）、キプロス紛争以降の両国は言語や文化を同じくしており、共通の音楽市場を形成しているため、一方の国のスターは他方の国でもよく知られているためだといわれる。
投票結果を左右するもうひとつの主要な要因として、移民による投票や少数民族の投票がある。大会では自国への投票はできないが、祖国を離れて暮らす移民は、自分の住んでいる国から自らの出身国に投票することができる。ある国の少数民族が、その出自に関わりの深い国に投票することも同様である。こうした現象は、かつてユーゴスラビア社会主義連邦共和国に属したバルカン半島の諸国の投票パターンで顕著である。トルコへの「移民票」は投票結果に大きな影響を与えており、ヨーロッパ各国でトルコからの移民が多く暮らすドイツやオランダ、ベルギー、フランス、オーストリアといった国々からトルコに高得点がもたらされてきている。

### LGBT文化とのかかわり
ドラァグクイーンのコンチータ・ヴルストなど、LGBTの歌手やアイテムは1990年代以降の大会に多く登場するため、ヨーロッパのみならずこの大会の知名度が低い北米でもLGBTフレンドリー・イベントとして認識されている。大会は「ゲイ・コンテスト」「ゲイのオリンピック」「ゲイのワールドカップ」「ゲイのスーパーボウル」と呼ばれることもある。また、2014年の大会ではウクライナの情勢と共に同性愛宣伝禁止法を可決したロシアからの歌手に対し、現場の観客らがブーイングを浴びせた。このため、コンチータ・ヴルストが優勝した以降、明言しないが大会が「ゲイすぎる」として不参加を決めた国もある。

## スピンオフ
ユーロビジョン・ソング・コンテストからの派生や、これを模した大会も数多く生まれている:
- ジュニア・ユーロビジョン・ソング・コンテスト - 2003年に始まった、16歳以下の参加者による大会
- MGPノルディック — 北欧諸国による同様の大会
- ソポト国際音楽祭（英語版） - 1961年よりポーランドのソポトで毎年開催されている
- インタービジョン・ソング・コンテスト（英語版） - 1977年から1980年まで、そして2008年に主に（旧）東側諸国で開催されていた
- 世界オリエンタル音楽祭（英語版） - 2005年にサラエヴォで第1回大会が開催され、ヨーロッパ、アジア双方からの参加があった
- ブンデスビジョン・ソング・コンテスト - 2005年より毎年、ドイツ連邦共和国の16州の間で開催されている
- バルティック・ソング・コンテスト（英語版） - スウェーデンのカールシャムン（英語版）で毎年開催されている
- 国際キャッスルバー・ソング・コンテスト（英語版） - アイルランドのメイヨー県で毎年開催されている
- テュルクビジョン・ソング・コンテスト - テュルク諸語の話者、テュルク系民族の住む国や地域を対象として2013年から何度か開催されている
- アジア・パシフィック・ソング・コンテスト - アジア・太平洋地域でユーロビジョンのフォーマットを基に開催が検討されていたコンテスト。結局実現していない
- ABU TV ソング・フェスティバル - 2012年よりアジア太平洋放送連合（ABU）により毎年開催されている歌謡祭。コンテスト形式ではない
- アメリカン・ソング・コンテスト - 2022年2月よりアメリカ合衆国で開催される歌謡祭およびNBCの生放送番組[108]。ユーロビジョン・ソング・コンテストの制作陣の一部が制作に参加[109]。
- ユーロビジョン・カナダ - 2023年よりカナダで開催される予定の歌謡祭と生放送番組[110]。

2005年8月、欧州放送連合はユーロビジョン・ソング・コンテストの50周年を記念して特別企画を開催した。この企画は、イギリス代表として大会に参加したクリフ・リチャードの楽曲「Congratulations」にちなんで「Congratulations」と題され、それまでのユーロビジョン・ソング・コンテストの50年の間に大会に出場した多くのアーティストらが登場した。それまでのユーロビジョン史上で最も良かった楽曲を選ぶ視聴者投票が行われ、1974年大会で優勝したABBAの「Waterloo」が選ばれた。

## 批判研究
- Allatson, P. (2007) “‘Antes cursi que sencilla’: Eurovision Song Contests and the Kitsch Drive to Euro-Unity,” in the Special issue on Creolisation: Towards a Non-Eurocentric Europe, in Culture, Theory and Critique, vol. 48, no. 1 (Spring 2007): 87–98.
- Fenn D; et al. ( 2005.).  How does Europe make its mind up? Connections, cliques, and compatibility between countries in the Eurovision Song Contest. arXiv:physics/0505071
- Gatherer, D. (2006). Comparison of Eurovision Song Contest Simulation with Actual Results Reveals Shifting Patterns of Collusive Voting Alliances, Journal of Artificial Societies and Social Simulation  vol. 9, no. 2.
- Raykoff, Ivan and Robert D. Tobin (eds.), A Song for Europe: Popular Music and Politics in the Eurovision Song Contest (Burlington, VT: Ashgate, 2007).
- Yair, G; (1995). 'Unite Unite Europe' The political and cultural structures of Europe as reflected in the Eurovision Song Contest, Social Networks. 17: 147–161.
- Yair and Maman (1996). The Persistent Structure of Hegemony in the Eurovision Song Contest, Acta Sociologica. 39: 309–325